# Ingeborg van Denemarken (1180-1236)
Ingeborg van Denemarken (± 1180 (1175?) – 30 juli 1236) was een dochter van de Deense koning Waldemar de Grote en Sophia van Minsk. 
Zij werd door haar broer, Knoet VI van Denemarken, uitgehuwelijkt aan Filips II van Frankrijk na de dood van diens eerste vrouw Isabella van Henegouwen († 1190). Het huwelijk, dat ingezegend werd te Amiens op 14 augustus 1193, kwam Filips niet ongelegen, aangezien het hem zou verzekeren van een Deens bondgenootschap in zijn strijd tegen de Engelse Plantagenets, die tot zijn ergernis bijna geheel Zuidwest-Frankrijk van hem in leen hielden.
Maar toen de koning zich klaarmaakte om zijn echtelijke plichten te vervullen, viel hij op onverklaarbare wijze ten prooi aan nerveuze spanningen, zo erg dat hij, zelfs na herhaalde pogingen, niet in staat bleek tot seksuele omgang met zijn jonge bruid. 
Aan de aartsbisschop van Reims vertelde de koning over zijn fysieke afkeer tegenover Ingeborg, des te meer onverklaarbaar, omdat er haar niets kon verweten worden. Alle toenmalige bronnen getuigen ook eensluidend over haar schoonheid. De koning geloofde uiteindelijk dat de duivel zelf ermee gemoeid was en wenste het huwelijk te laten ontbinden. In afwachting van een definitieve beslissing werd koningin Ingeborg verplicht zich terug te trekken, eerst in een klooster te Saint-Maur-des-Fossés, later in de burcht van Étampes. 
Bij de bevolking leefden allerlei geruchten over de mysterieuze impotentie van hun koning, en de insinuatie dat Ingeborg mogelijk geen maagd meer was op het moment van het huwelijk veroorzaakte zelfs relletjes bij de Deense studenten in Parijs. Op 5 november 1193 werd een grote bijeenkomst van vazallen en bisschoppen gehouden te Compiègne, waar Ingeborg gedagvaard werd, zonder verdedigers en onvoldoende vertrouwd met de Franse taal. Daar werd besloten het koninklijke huwelijk te ontbinden, op grond van een of andere verre bloedverwantschap, maar toen een tolk haar de ongunstige beslissing probeerde uit te leggen riep zij uit, in gebrekkig Latijn: "Mala Francia!" ("Frankrijk slecht!") , en daarna, verontwaardigd: "Roma! Roma!" (waarmee zij duidelijk maakte dat zij wenste bij de paus in beroep te gaan).
De koning was woedend en wilde haar naar Denemarken terugsturen, maar dat weigerde zij resoluut, overtuigd van haar gelijk. 
Zij werd uiteindelijk in erbarmelijke omstandigheden opgesloten in een kasteel te Cysoing, waar zij enkel het bezoek kreeg van bisschop Stefaan van Doornik, die zich over haar ontfermde. Hij ging in Rome haar zaak bepleiten bij paus Celestinus III, en kreeg daarbij steun van haar broer koning Knoet, voor wie de hele kwestie aankwam als een vernedering van zijn familie. Op 13 maart 1195 werd dan ook de eerdere ontbinding van het huwelijk ongeldig verklaard, maar toen de Deense gezanten, die het goede nieuws aan hun koning wilden gaan melden, door Filips werden tegengehouden en gearresteerd was de maat vol. Filips ontsnapte ternauwernood aan de excommunicatie door zich bereid te verklaren de laatste huwelijksbanden niet te zullen verbreken en geen ander huwelijk aan te gaan. Maar dat was niet meer dan een vage belofte, want, uit bezorgdheid voor de bestendiging van zijn opvolging, ging hij in heel Europa op zoek naar een geschikte huwelijkskandidate. Die meende hij uiteindelijk gevonden te hebben in de persoon van Agnes, dochter van hertog Berthold IV van Meranië. Het huwelijk werd ingezegend in juni 1196, en Agnes schonk de koning nog twee kinderen.
Intussen werd Celestinus III opgevolgd door de energieke Innocentius III. Deze veroordeelde het huwelijk en dwong de koning Ingeborg opnieuw als wettige vrouw te erkennen. Toen Filips II deze waarschuwing bleef negeren, plaatste de paus op 15 januari 1200 het gehele Franse volk onder interdict. Onder de toenemende druk van zijn ontevreden onderdanen moest de koning uiteindelijk toch toegeven. Agnes moest een stap terugzetten en Ingeborg mocht als koningin naar het hof terugkeren, al bleef de koning halsstarrig weigeren een normaal huwelijksleven met haar te leiden. Deze slepende kwestie kreeg onverhoopt een oplossing toen Agnes van Meranië op 20 juli 1201 overleed. Ingeborg van Denemarken zou zich blijvend bekommeren om de opvoeding van de twee kinderen uit het huwelijk van Agnes en haar echtgenoot. 
De fysieke afkeer van Filips-Augustus voor Ingeborg ging nooit over, integendeel, hij nam nog toe door al het verdriet dat de hele kwestie hem bezorgd had. In ontroerende brieven, onder meer gericht aan de paus, beklaagde zij zich over de mensonwaardige omstandigheden waarin zij moest leven. Op alle waarschuwingen en klachten over zijn wrede handelwijze verdedigde de koning zich echter steevast in termen van "vervloeking en hekserij". Ondanks alles verbeterde hun verstandhouding toch enigszins met de jaren, zeker vanaf 1213, ook al omdat de politieke omstandigheden (Slag bij Bouvines) de koning dwongen zijn verziekte relaties met Denemarken nieuw leven in te blazen. 
Ingeborg van Denemarken stond aan het sterfbed van haar echtgenoot, wiens ogen zij sloot op 14 juli 1223. Zij trok zich daarna in alle discretie terug in Orléans, hetgeen haar de bijnaam Koningin van Orléans opleverde bij haar tijdgenoten. Ten slotte verhuisde zij naar het klooster dat zij had gesticht in Corbeil. Ze overleefde koning Lodewijk VIII en overleed op 30 juli 1236, tien jaar na de troonsbestijging van Lodewijk IX. In haar testament wenste zij uitdrukkelijk als koningin begraven te worden in het koninklijk mausoleum van Saint-Denis, maar deze wens werd door Lodewijk IX niet ingewilligd, uit respect voor zijn grootvader Filips Augustus, maar ook omdat zij nooit officieel als koningin van Frankrijk was gezalfd en dus in de ogen van de kerk ook geen recht had op die eer.
Na haar dood werd zij heilig verklaard. Haar feestdag valt op 30 juli, haar overlijdensdag. Volgens legenden kwam er op de bijeenkomst van hoogwaardigheidsbekleders die moest leiden tot haar eerherstel een mysterieuze, verder totaal onbekende jongeman opdagen, die door zijn fysieke schoonheid en zijn bekoorlijke welsprekendheid het illustere gezelschap zodanig imponeerde dat hij de stemming in haar voordeel wist om te buigen.